# Kute Lengat Sepakat
Kute Lengat Sepakat is een bestuurslaag in het regentschap Gayo Lues van de provincie Atjeh, Indonesië. Kute Lengat Sepakat telt 549 inwoners (volkstelling 2010).